# 卡納塞阿島
卡納塞阿島（發音：[kanaˈðea]；亦作Kanathea）是斐濟東部區的島嶼，位於太平洋海域，屬於劳群岛的一部分，長4.5公里、寬4公里，面積13平方公里，最高點海拔高度259米，島上無人居住。
17°16′S 179°09′W / 17.267°S 179.150°W